# 89ers
89ers is een Duitse groep bestaande uit Paul Hutsch en Claudia Heymanns.
Paul is een trance producer en zanger.

## Discografie

### Singles
met hitnoteringen in de Nederlandse Top 40
| Titel         | Verschijnings- datum | Datum van binnenkomst | Hoogste positie | Aantal weken | Opmerkingen |
| ------------- | -------------------- | --------------------- | --------------- | ------------ | ----------- |
| Kingston town | 26-1-2004            | 22-1-2005             | tip 13          |              |             |